# هاروتیون گریگوریان (شاعر)
هاروتیون واردازاری گریگوریان (ارمنی: Հարություն Վարդազարի Գրիգորյան؛  زادهٔ ۱۸۵۳ - درگذشته ۱۹۱۵)، شاعر اهل ارمنستان بود.

## زندگی‌نامه
وی در ۱۸۵۳ در آیگدزور به دنیا آمد . وی در گنجه، تفلیس، کاختی زندگی کرده است. به پنج زبان تسلط داشت. وی در ۱۹۱۵ در سن ۶۲ سالگی در تفلیس درگذشت.